# Autoroute A406 (France)
Pour les articles homonymes, voir A406 et Route 406.
L'autoroute A406 est une autoroute d'une petite dizaine de kilomètres contournant Mâcon par le sud. Ouverte à la circulation le 7 mars 2011, elle relie la RN 79 (un tronçon de la route Centre-Europe Atlantique), et à un second degré l'autoroute A6, à l'autoroute A40 (liaison Mâcon – Genève via Bourg-en-Bresse).

## Tracé
Elle part du sud de Mâcon et rejoint l'A40 au niveau de Replonges dans l'Ain. Le tracé présente une contrainte forte : la traversée de la Saône par un nouvel ouvrage qui ne doit pas avoir d'impact sur les crues de la rivière. La crue de référence considérée dans les calculs est la crue historique de 1840.
Du point de vue routier, l'A406 facilite grandement la liaison de l'A40 (Suisse, département de l'Ain, département du Jura, Haute-Savoie) avec la RCEA qui était auparavant un peu complexe à cause de l'absence d'échangeurs complets entre l’A6 et l’A40.
Avant l'ouverture de l'A406, il existait trois possibilités pour rejoindre la RCEA depuis l'A40 :
- sortir à Replonges et traverser Saint-Laurent et Mâcon pour reprendre au sud la RCEA ;
- sortir à Mâcon-centre sur l'A40 et traverser Mâcon via la RN 6 ;
- poursuivre sur l'A6 et sortir à Mâcon-Nord ; au péage, faire demi-tour pour reprendre l'A6 vers Lyon et sortir à Mâcon-Sud ; cette dernière solution, qui comporte un détour, était à privilégier aux heures de pointe de la circulation dans l'agglomération mâconnaise.

### Parcours
Jusqu'au 12 novembre 2019, l'autoroute s'arrêtait au niveau de la sortie 2, la voie était connectée à l'ouest avec la RCEA (N79). Dans le cadre des doublements des voies de la RCEA entre Mâcon et Prissé, une partie du doublement est assurée par l'APRR et l'autoroute absorbe une portion de la route nationale 79 jusqu'à la sortie 3.  

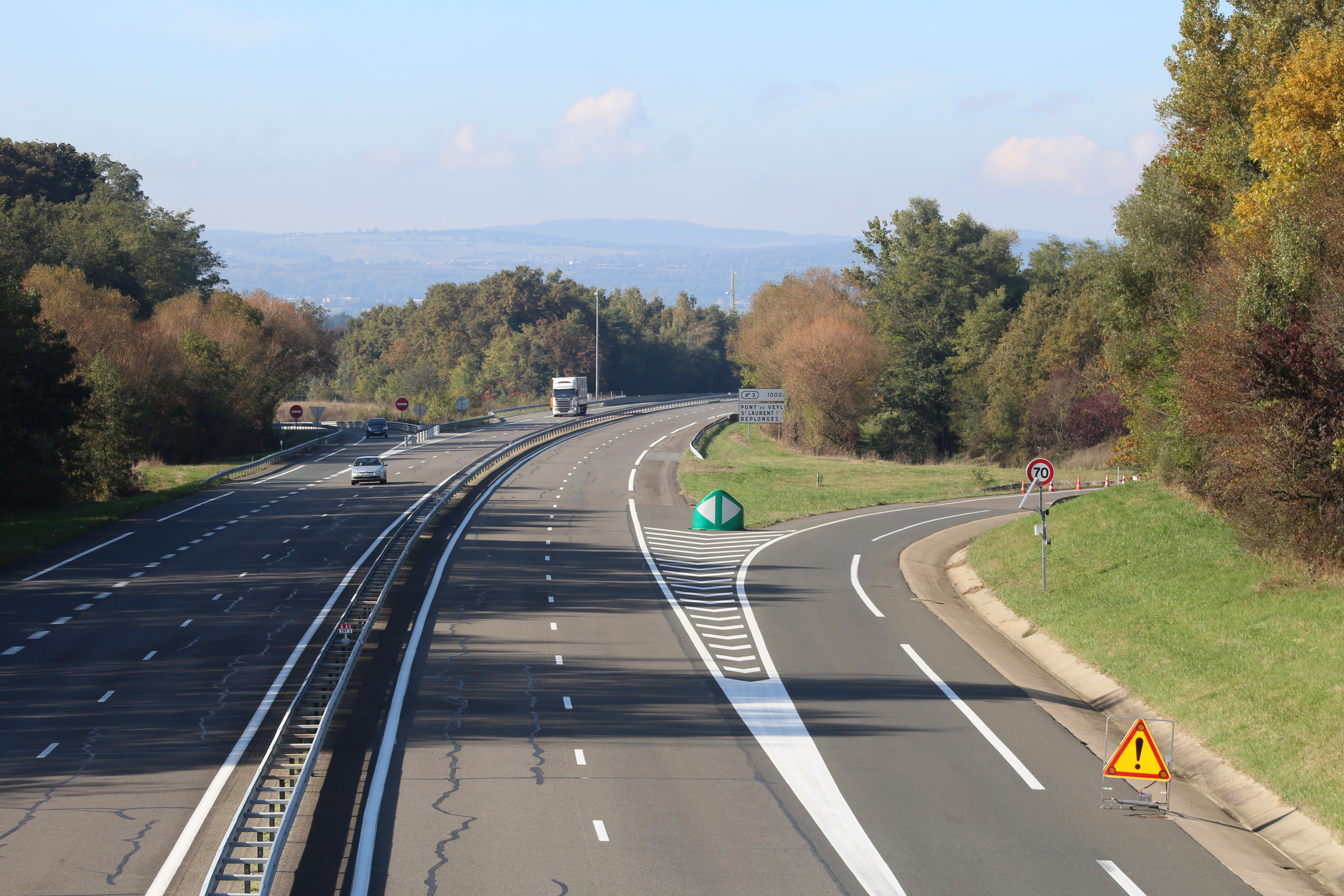
Échangeur entre l'A40 et l'A406.

- Échangeur entre A40 et A406 à 11 km : Genève, Bourg-en-Bresse, Milan (demi-échangeur)
- Péage du Val de Saône (à système fermé) à 1 km
- 1 Crottet à 4 km : Crottet, Replonges, Pont-de-Veyle, Vonnas, Châtillon-sur-Chalaronne (de et vers la RN 79)
- 2 Mâcon - sud (RD 906) à 9 km : Varennes-lès-Mâcon, Mâcon, Lyon, Villefranche-sur-Saône par RD
- 2.1 Vinzelles +  Échangeur entre A6 et A406 à 10,3 km : 
  -  2.1 : Vinzelles
  - A6 : Paris, Lyon, Villefranche-sur-Saône, Mâcon - nord
- 3 Charnay-lès-Mâcon à 11 km : Gare de Mâcon-Loché-TGV, Charnay-lès-Mâcon

  Fin d'autoroute et début de route à accès réglementé (RN 79) à 11,1 km en direction de : Nevers, Moulins, Montceau-les-Mines, Charolles, Cluny.

## Planning de construction
D'abord prévue fin 2006, puis fin 2008, la mise en service devait être effective au plus tard en mai 2011 d'après le décret 2007-815. Elle est finalement inaugurée le 4 mars 2011, et ouverte à la circulation le lundi 7 mars 2011.

## Financement
Le coût de l'autoroute est estimé à 140 millions d’euros HT, financé à 100 % par APRR. Le coût du viaduc au-dessus de la Saône est estimé à 23 millions d’euros HT.
À son ouverture en 2011, le tarif pour la classe 1, entre Crottet et Mâcon-Sud était de 0,50€, au 1ᵉʳ février 2024, celui-ci est de 0,80€, soit une augmentation de 60% en 13 ans.